# Giacomo De Martino
Giacomo de Martino (Berna, 7 settembre 1868 – Roma, 25 giugno 1957) è stato un nobile, diplomatico e politico italiano.

## Biografia

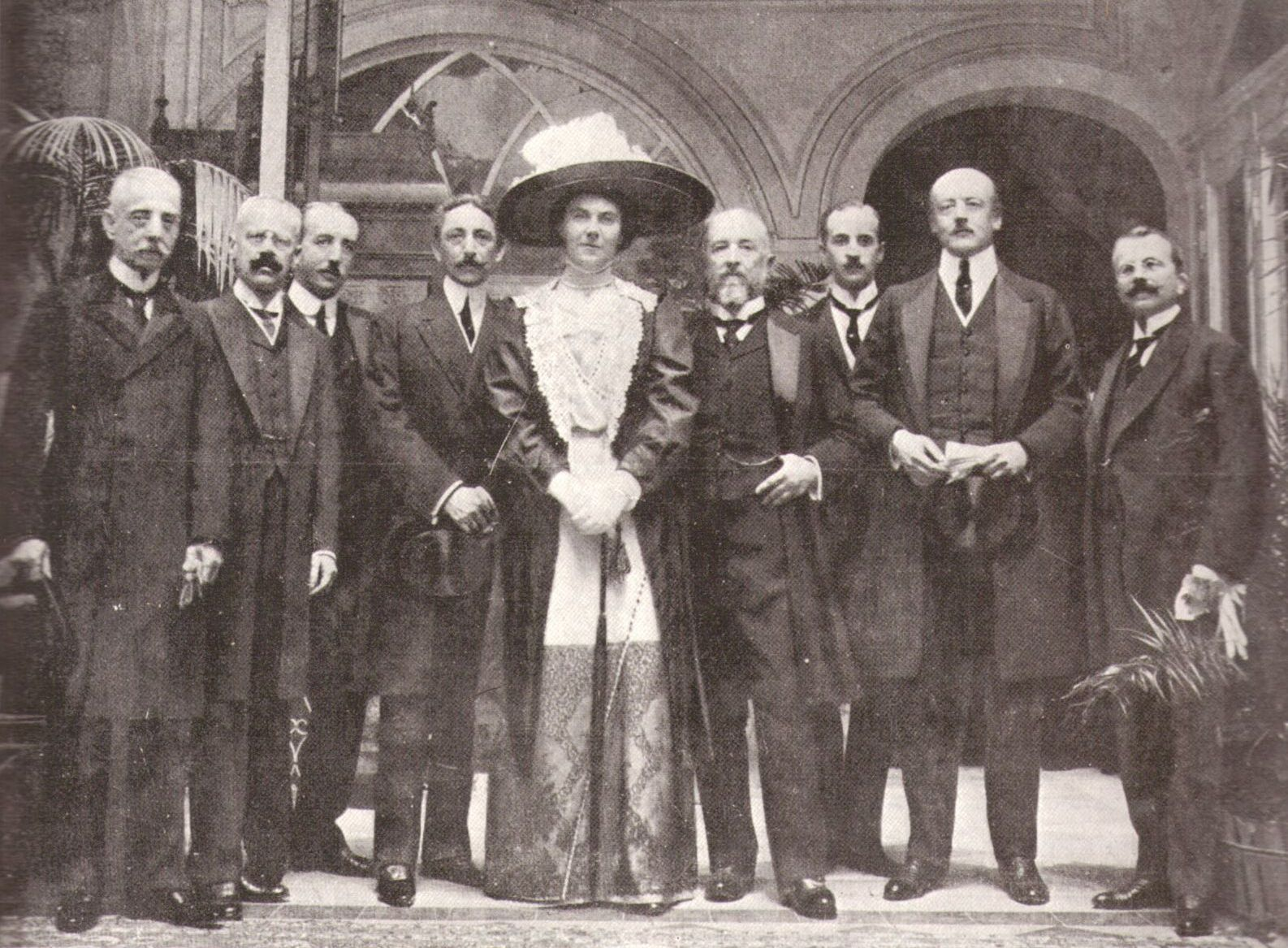
Convegno di San Rossore (Pisa) del 22 ottobre 1912 per il rinnovo della Triplice alleanza. Da sinistra: l'ambasciatore italiano in Austria-Ungheria Giuseppe Avarna, l'ambasciatore austriaco in Italia Kajetan Mérey, il conte Alexander Hoyos, il principe Pietro Lanza di Scalea, la contessa Berchtold, il ministro degli Esteri italiano marchese Antonino di San Giuliano, il marchese Giovanni Visconti Venosta, il ministro degli Esteri austriaco conte Leopold Berchtold e Giacomo De Martino.

Nato a Berna dal nobile Renato de Martino (fratello di Giacomo, governatore delle colonie) e dalla svizzera Elisabetta de Wirsen, Giacomo de Martino compì i primi studi nella Confederazione Elvetica per poi passare in Italia, a Firenze ove si laureò in scienze sociali all'Istituto Cesare Alfieri.
Intrapresa la carriera diplomatica, de Martino divenne giovanissimo Capo di gabinetto al Ministero degli affari esteri (ottobre 1911-gennaio 1913) e quindi Segretario generale (dal 1913 al 1919), pur rivestendo tecnicamente il grado di ministro plenipotenziario di I classe. Fu anche Segretario generale della delegazione italiana alla Conferenza di pace di Parigi nel 1919.
Promosso ambasciatore fu destinato a Berlino (1919-20), Londra (1920-22), Tokyo  (1922-25) e Washington (1925-32).
Ancora in carriera diplomatica, de Martino fu nominato Senatore del Regno nel 1928 e vi rimase sino al 1944, quando fu dichiarato decaduto insieme agli altri senatori ritenuti corresponsabili del fascismo. La decadenza fu revocata nel 1946 ma, essendo cessata la monarchia, tale atto fu formalmente inefficace.
Con l'avvento della repubblica, de Martino si ritirò dalla vita pubblica e si spense a Roma il 25 giugno 1957.